# 沈阳航空航天大学
41°55′37″N 123°23′58″E / 41.926895°N 123.3995086°E
沈阳航空航天大学，为中华人民共和国辽宁省沈阳市的一所高等院校。原名沈阳航空工业学院，2010年经中华人民共和国教育部易今名。